# Quatretondeta
Quatretondeta – gmina w Hiszpanii, w prowincji Alicante, we wspólnocie autonomicznej Walencja, o powierzchni 16,7 km². W 2011 roku liczyła 109 mieszkańców.